# الوباء (رواية)
الوباء رواية سورية ألفها الكاتب السوري هاني الراهب.وقع اختيارها كواحدة من ضمن أفضل مائة رواية عربية..

## تقديم الكتاب
يطرح هاني الراهب أسئلة هامة وكثيرة لم يجد لها جواباً في الواقع الحياتي عن الديمقراطية والحرية، وموقع المثقف في المجتمع المدني ودوره في عالم تنقرض فيه الثقافة ويقتل الوعي النقدي. تبدأ الحكاية هناك في الشير في تلك الفسحة المربعة بين كتلتين من الجبال. تنتهي آجال، وتولد أجيال، وما بين الولادة والموت فسحة الحياة التي تتلون بألوان يضفيها عليها المناخ والمسرح والآفاق.